# مقاطعة ديوي (داكوتا الجنوبية)
ديوي (بالإنجليزية: Dewey)‏ هي إحدى مقاطعات ولاية داكوتا الجنوبية في الولايات المتحدة الأمريكية.